# Pasireurih (Cipeucang)
Pasireurih is een bestuurslaag in het regentschap Pandeglang van de provincie Banten, Indonesië. Pasireurih telt 3770 inwoners (volkstelling 2010).